# SGCB
SGCB‏ (Sarcoglycan beta) هوَ بروتين يُشَفر بواسطة جين SGCB في الإنسان.